# Burkhart-Gymnasium
Das Burkhart-Gymnasium (kurz BGM) ist ein Gymnasium in Mallersdorf-Pfaffenberg und liegt im Labertal. Der Einzugsbereich des Gymnasiums umfasst das Gebiet des ehemaligen Landkreises Mallersdorf und den östlichen Teil des ehemaligen Landkreises Rottenburg. Knapp 600 Schüler werden von etwa 50 hauptamtlichen Lehrkräften unterrichtet. Schulleiter des Gymnasiums ist Claus Gigl.

## Schulprofil

### Schulzweige
Das Burkhart-Gymnasium bietet seit der Einführung des G8, also dem Schuljahr 2003/2004, folgende drei Schulzweige an:
- Naturwissenschaftlich-technologisches Gymnasium (NTG), Sprachenfolge Englisch – Latein oder Englisch – Französisch
- Sprachliches Gymnasium (SG), Sprachenfolge Englisch – Latein – Französisch
- Wirtschafts- und Sozialwissenschaftliches Gymnasium (WSG-W), Sprachenfolge Englisch – Latein oder Englisch – Französisch

Im 9-jährigen Gymnasium wird das WSG-W durch das Wirtschaftswissenschaftliche Gymnasium (WWG) abgelöst. Die Zweige unterscheiden sich dort in den Jahrgangsstufen 8 bis 10 in vier und in Jahrgangsstufe 11 in fünf Unterrichtsstunden pro Woche. Im G8 unterscheiden sie sich in allen Jahrgangsstufen (8 bis 10) lediglich in vier Unterrichtsstunden pro Woche.
Zu Beginn der zehnten beziehungsweise im G9 der elften Jahrgangsstufe können die Schüler eine Fremdsprache ablegen und dafür spätbeginnend mit Spanisch starten.

### Stützpunktschule für Fußball
Im Schuljahr 2013/14 hat sich das Burkhart-Gymnasium um den Titel „Stützpunktschule für Fußball“ beim bayerischen Kultusministerium beworben. Dadurch besteht seit dem Schuljahr 2014/15 die Möglichkeit, vier Stunden pro Woche ausschließlich für die Fußballförderung zu nutzen. Die Schüler, die zu Beginn der fünften Klasse durch eine interne Auswahl ausgewählt wurden, nehmen von der fünften bis zur achten Jahrgangsstufe an einem wöchentlichen 90-minütigen Training teil, das sich auf fußballerische Techniken konzentriert.

### Auszeichnungen
Seit dem Schuljahr 2016/17 ist das Gymnasium Schule ohne Rassismus – Schule mit Courage. In den Jahren 2019 und 2022 gab es die Auszeichnung MINT-freundliche Schule. Ebenfalls 2022 hat die Schule das Zertifikat Umweltschule in Europa für das besondere Engagement für nachhaltige Entwicklung erzielt. Im gleichen Jahr gab es außerdem das Siegel „Partnerschule Verbraucherbildung Bayern“.

### Ausstattung
Das Gymnasium verfügt über drei Computerräume und 76 PC-Arbeitsplätze. Die Klassenzimmer und Fachräume sind mit Videoprojektor, Dokumentenkamera und PC ausgestattet. Den Schülern werden 64 Leihtablets für den Klassenunterricht zur Verfügung gestellt.

## Geschichte

### Namensgebung
Der Schulname Burkhart-Gymnasium kommt von dem Benediktinermönch Burkhart von Wildenfels (auch bekannt als Burkhard von Mallersdorf), dem ersten Abt des Klosters Mallersdorf. Dieser leitete das Kloster von 1109 bis 1122 und war Begründer der ersten Bildungseinrichtung in dieser Region, einer in das Kloster eingebetteten Schule. Mit der Namensgebung wollte die Schule die Nachfolge dieser kulturellen und schulischen Tradition antreten.

### Schulleiter
- Von 1973 bis 1981: Angèle Höferer[11]
- Von 1982 bis 1996: Rudolf Enghofer[11]
- Von 1996 bis 2002: Friedrich Heglmeier[11]
- Von 2002 bis 2006: Martin Hobmeier
- Seit 2006: Claus Gigl

### Schulentwicklung
Die Genehmigung der Errichtung eines neuen Gymnasiums bis zur zehnten Jahrgangsstufe erfolgte am 4. April 1973, die Weiterführung der Klassen bis zum Abitur wurde am 28. Juni 1977 genehmigt. Die Entscheidung für den Standort Mallersdorf-Pfaffenberg sollte die Lücke im bayerischen Gymnasialnetz im Dreieck Landshut-Straubing-Regensburg schließen.
Im Herbst 1972 begann man mit 92 Neuanmeldungen in Räumen, die von der Gemeinde Pfaffenberg zur Verfügung gestellt worden waren. Baubeginn und Eröffnung des neuen Gymnasiums war im Jahre 1975 unter der ersten Leiterin Angèle Höferer. Im Herbst 1979 entstand die Dreifachturnhalle. Damit war der Bau der Schule fertiggestellt. Die Namensverleihung Burkhart-Gymnasium erfolgte im Juli 1982 unter dem zweiten Direktor Rudolf Enghofer.
Aufgrund der anwachsenden Schülerzahl wurden unter Enghofer Ausbaupläne entworfen. 1996 wurde der „Anbau Nord“ angefügt. Unter dem dritten Schulleiter, Friedrich Heglmeier, wurde 1997 auch der östliche Ausbauabschnitt („Anbau Ost“) mit unter anderem einer neuen Aula fertiggestellt.

### Flugblattaffäre
Während des Wahlkampfs zur bayerischen Landtagswahl 2023 wurde das Burkhart-Gymnasium überregional bekannt, als die Süddeutsche Zeitung erstmals über ein Flugblatt mit antisemitischem Inhalt berichtete, das im Schuljahr 1987/88 in der Schultasche des damaligen Schülers Hubert Aiwanger gefunden worden war. Später erklärte Aiwangers älterer Bruder – damals ebenfalls Schüler am Burkhart-Gymnasium, dass er das Flugblatt verfasst habe. Gegen einen pensionierten Gymnasiallehrer, dem vorgeworfen wurde, das Flugblatt im Sommer 2023 verschiedenen Medien zugespielt zu haben, wurden staatsanwaltliche Ermittlungen wegen der möglichen Verletzung von Dienst- und Privatgeheimnissen aufgenommen, aber im Juli 2024 eingestellt.

## Ehemalige Schüler
- Erhard Grundl (* 1963), Mitglied des deutschen Bundestags (Bündnis 90 – Die Grünen)
- Franz Schopper (* 1964), Prähistoriker und Mittelalterarchäologe
- Hubert Aiwanger (* 1971), Bundesvorsitzender der Freien Wähler
- Berni Mayer (* 1974), Autor, Blogger und Musiker
- Anna Schaffelhuber (* 1993), Monoskibobfahrerin
- Paul Grauschopf (* 1998), Fußballspieler